# 阿恩斯多夫
阿恩斯多夫（德語：Arnsdorf）是德国萨克森州的市镇，隶属于包岑县。总面积为35.87平方千米，截至2023年12月31日总人口为5,140人。